# András Veres
András Veres (Pócspetri, 30 novembre 1959) è un vescovo cattolico ungherese, dal 17 maggio 2016 vescovo di Győr.

## Biografia
András Veres è nato a Pócspetri il 30 novembre 1959.

### Formazione e ministero sacerdotale
Ha compiuto gli studi di filosofa e teologia prima presso l'Istituto teologico di Eger dal 1980 al 1982 e poi all'Accademia teologica di Budapest dal 1982 al 1983. Nel 1983 è stato inviato a Roma per studiare alla Pontificia Università Gregoriana e ha preso residenza nel Pontificio collegio germanico-ungarico in Urbe.
L'8 marzo 1986 è stato ordinato diacono. Il 2 agosto successivo è stato ordinato presbitero per l'arcidiocesi di Eger. Nel 1988 ha conseguito la licenza in teologia morale presso l'Accademia alfonsiana e nel 1989 il dottorato in teologia all'Università Cattolica di Budapest. È stato vicario parrocchiale a Mezőkövesd dal 1988 al 1990, docente presso l'Istituto Teologico di Eger e presso la Facoltà di teologia dell'Università Cattolica di Budapest dal 1990 al 1996, rettore del Pontificio istituto ungherese a Roma dal 1996 al 1998 e segretario generale della Conferenza episcopale ungherese dal 1998 al 2000. È stato postulatore della causa di beatificazione di László Batthyány-Strattmann.

### Ministero episcopale

Stemma di monsignor Veres come vescovo di Szombathely.

Il 5 novembre 1999 papa Giovanni Paolo II lo ha nominato vescovo ausiliare di Eger e titolare di Cissa. Ha ricevuto l'ordinazione episcopale il 6 gennaio successivo nella basilica di San Pietro in Vaticano dallo stesso pontefice, co-consacranti gli arcivescovi Giovanni Battista Re, sostituto per gli affari generali della Segreteria di Stato, e Marcello Zago, segretario della Congregazione per l'evangelizzazione dei popoli.
Il 20 giugno 2006 papa Benedetto XVI lo ha promosso vescovo di Szombathely. Prese possesso della diocesi il 5 agosto successivo con una cerimonia nella cattedrale della Visitazione di Maria Vergine a Szombathely. Dal 19 gennaio al 25 aprile 2011 è stato anche amministratore apostolico di Pécs.
Nel maggio del 2008 ha compiuto la visita ad limina.
Dal 2 settembre 2015 è presidente della Conferenza episcopale ungherese. Nello stesso anno è divenuto anche gran cancelliere dell'Università Cattolica Pázmány Péter.
Il 17 maggio 2016 papa Francesco lo ha nominato vescovo di Győr. Ha preso possesso della diocesi il 16 luglio successivo con una cerimonia nella cattedrale di San Ladislao a Győr.
Nel novembre del 2017 ha compiuto una seconda visita ad limina.

## Opere
- A katolikus egyház és az állam kapcsolata Magyarországon; Szent István Társulat, Bp., 2005 (Haza a magasban)
- A nevelés hatása a lelkiismeretre és a személyiség alakulására; Öveges József Tanáregylet, Bp., 2006 (Öveges füzetek)
- Elvitte őt Jézushoz. Elmer István beszélgetése Veres András szombathelyi megyéspüspökkel; Szent István Társulat, Bp., 2009 (Pásztorok)
- ...mert Isten megszólított. Dr. Veres András szombathelyi megyéspüspökkel beszélget Haider Márta; Kairosz, Bp., 2010 (Miért hiszek?, 77)

## Genealogia episcopale
La genealogia episcopale è:
- Cardinale Scipione Rebiba
- Cardinale Giulio Antonio Santori
- Cardinale Girolamo Bernerio, O.P.
- Arcivescovo Galeazzo Sanvitale
- Cardinale Ludovico Ludovisi
- Cardinale Luigi Caetani
- Cardinale Ulderico Carpegna
- Cardinale Paluzzo Paluzzi Altieri degli Albertoni
- Papa Benedetto XIII
- Papa Benedetto XIV
- Papa Clemente XIII
- Cardinale Enrico Benedetto Stuart
- Papa Leone XII
- Cardinale Chiarissimo Falconieri Mellini
- Cardinale Camillo Di Pietro
- Cardinale Mieczysław Halka Ledóchowski
- Cardinale Jan Maurycy Paweł Puzyna de Kosielsko
- Arcivescovo Józef Bilczewski
- Arcivescovo Bolesław Twardowski
- Arcivescovo Eugeniusz Baziak
- Papa Giovanni Paolo II
- Vescovo András Veres